# Commiphora caudata
Commiphora caudata är en tvåhjärtbladig växtart som först beskrevs av Wight & Arn., och fick sitt nu gällande namn av Adolf Engler. Commiphora caudata ingår i släktet Commiphora och familjen Burseraceae. Utöver nominatformen finns också underarten C. c. pubescens.